# 硝酸アルミニウム
硝酸アルミニウム（しょうさんアルミニウム）は硝酸とアルミニウムの塩で、化学式が Al(NO3)3 と表される。通常は水和物として存在し、中でも九水和物 (Al(NO3)3•9H2O) がよくみられる。

## 性質
無水物は無色の粉末で、化学式 Al(NO3)3 と表され、式量は 213.00 g/mol、融点は 73 ℃、135 ℃ で分解する。
九水和物は、化学式  Al(NO3)3•9H2O と表され、式量は 375.13 g/mol、融点は 70 ℃ で 150 ℃ で分解する。
また、この物質は強力な酸化剤であり、吸湿性がある。

## 用途
この物質を1200 - 1300 ℃ で熱分解し、酸化アルミニウムを製造する。
革なめしや制汗剤、防腐剤、ウラン抽出、石油精製そしてニトロ化剤として使われている。
実験室では次の実験に使われる。（硝酸アルミニウム + 水酸化ナトリウム → 水酸化アルミニウム + 硝酸ナトリウム）
{\displaystyle {\ce {Al(NO3)3\ + 3NaOH -> Al(OH)3\ + 3NaNO3}}}